# Salpingogaster lineata
Salpingogaster lineata är en tvåvingeart som beskrevs av Sack 1920. Salpingogaster lineata ingår i släktet Salpingogaster och familjen blomflugor.
Artens utbredningsområde är Bolivia. Inga underarter finns listade i Catalogue of Life.